# 동인여객
동인여객(東仁旅客)은 대전광역시 시내버스 회사이다. 본사는 대전광역시 동구 금산로 471 (구도동)에 있으며, 낭월공영차고지를 산호교통과 함께 사용한다.

## 역사
- 1979년: 대전교통으로부터 차량 일부를 양수받아 대흥교통(大興交通) 분리 창업
- 1983년: 비래동 136-1로 차고지 이전
- 2003년: 비래동 차고지 매각, 낭월공영차고지로 이전
- 2009년 9월: 선진그룹 버스사업부문에 인수되어 선진교통(先進交通)으로 변경
- 2017년 8월: 선진그룹 버스사업부문에서 분리, 현재의 사명으로 변경
- 2018년 3월: 대전교통 계열사로 편입

## 운행 노선
- ● 30번: 대전역동광장 ~ 낭월공영차고지
- ● 60번: 대전역동광장 ~ 직동
- ● 108번: 낭월공영차고지 ~ 충대농대
- ● 317번: 대전역순환(대동역, 성남네거리, 오룡역, 태평동, 충남대학교병원 경유)
- ● 501번: 비래동 ~ 마전(금산군)
- ● 511번: 낭월공영차고지 ~ 중촌푸르지오아파트
- ● 513번: 낭월공영차고지 ~ 검바위
- ● 703번: 신탄진 ~ 정림동(대전운수와 공동운행)

## 보유 차량
2009년 선진네트웍스에 인수된 후로는 현대차만 출고하고 있으며 2018년에 대우차가 모두 대차되었다.

#### 비야디 자동차
- BYD eBus-9

#### 현대자동차
- 현대 그린시티
- 현대 뉴 슈퍼 에어로시티
- 현대 저상 뉴 슈퍼 에어로시티
- 현대 일렉시티